# Chemnitz

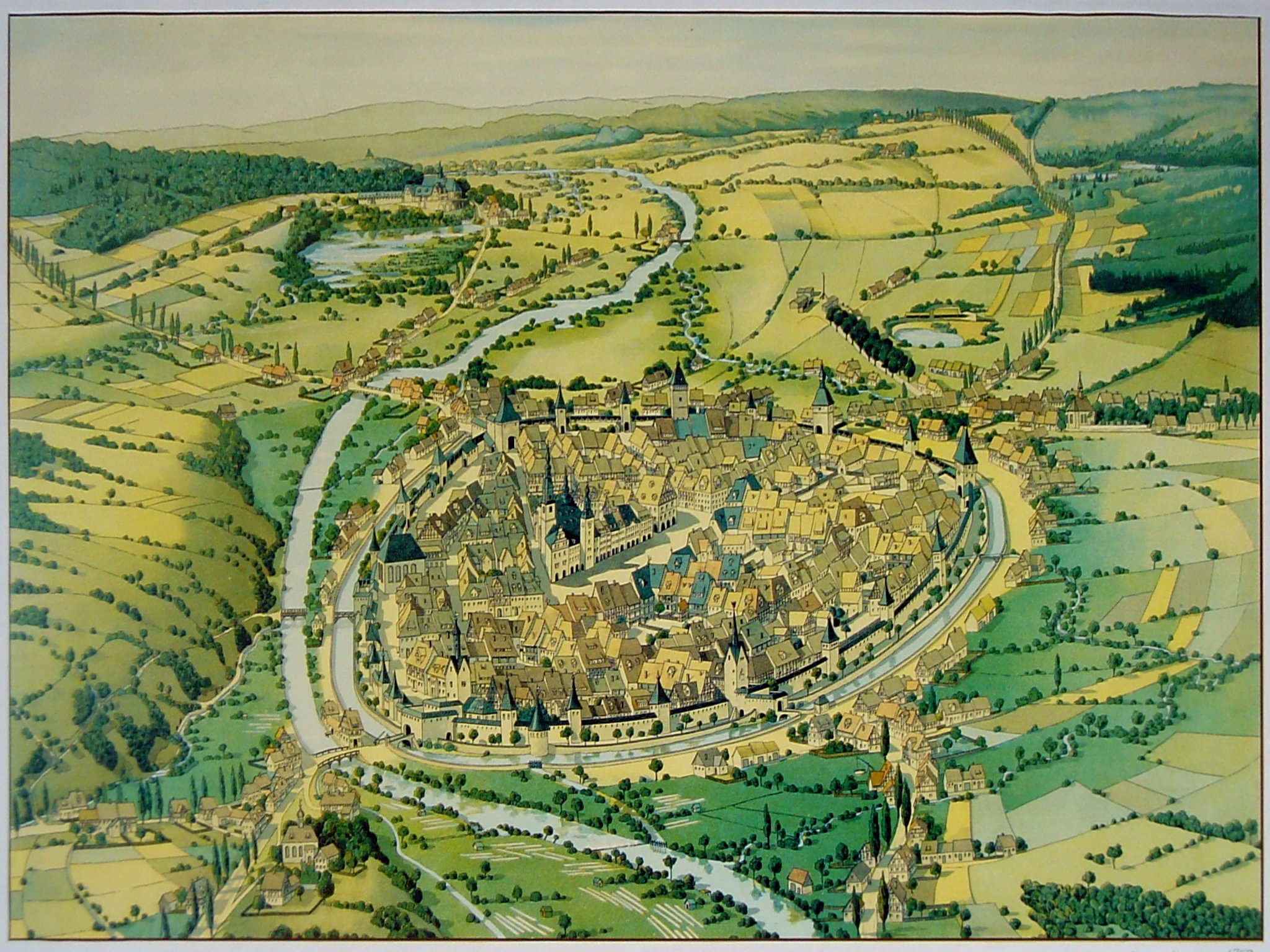
Gravat panoràmic de Chemnitz a l'any 1750

 Chemnitz (?·pàg.) (sòrab: Kamjenica), anomenada oficialment Karl-Marx-Stadt entre el 1953 i el 1990, és una ciutat de l'estat lliure de Saxònia, Alemanya. Amb més de 240.000 habitants, és la tercera ciutat més gran de Saxònia després de Leipzig i Dresden.

## Geografia
Està situada al sud-est de la capital, Dresden, al peu del vessant septentrional de les muntanyes Metal·líferes (alemany Erzgebirge). El nom de vila, Chemnitz, deriva del riu d'igual nom que travessa la ciutat. Prové de l'antic nom eslau del riu, Kamjenica (sòrab: rierol de pedra, de kamjeń – pedra). La ciutat forma amb Zwickau el nucli de la regió econòmica Chemintz-Zwickau i forma parte de la regió metropolitana anomenada el triangle de Saxònia.

## Història

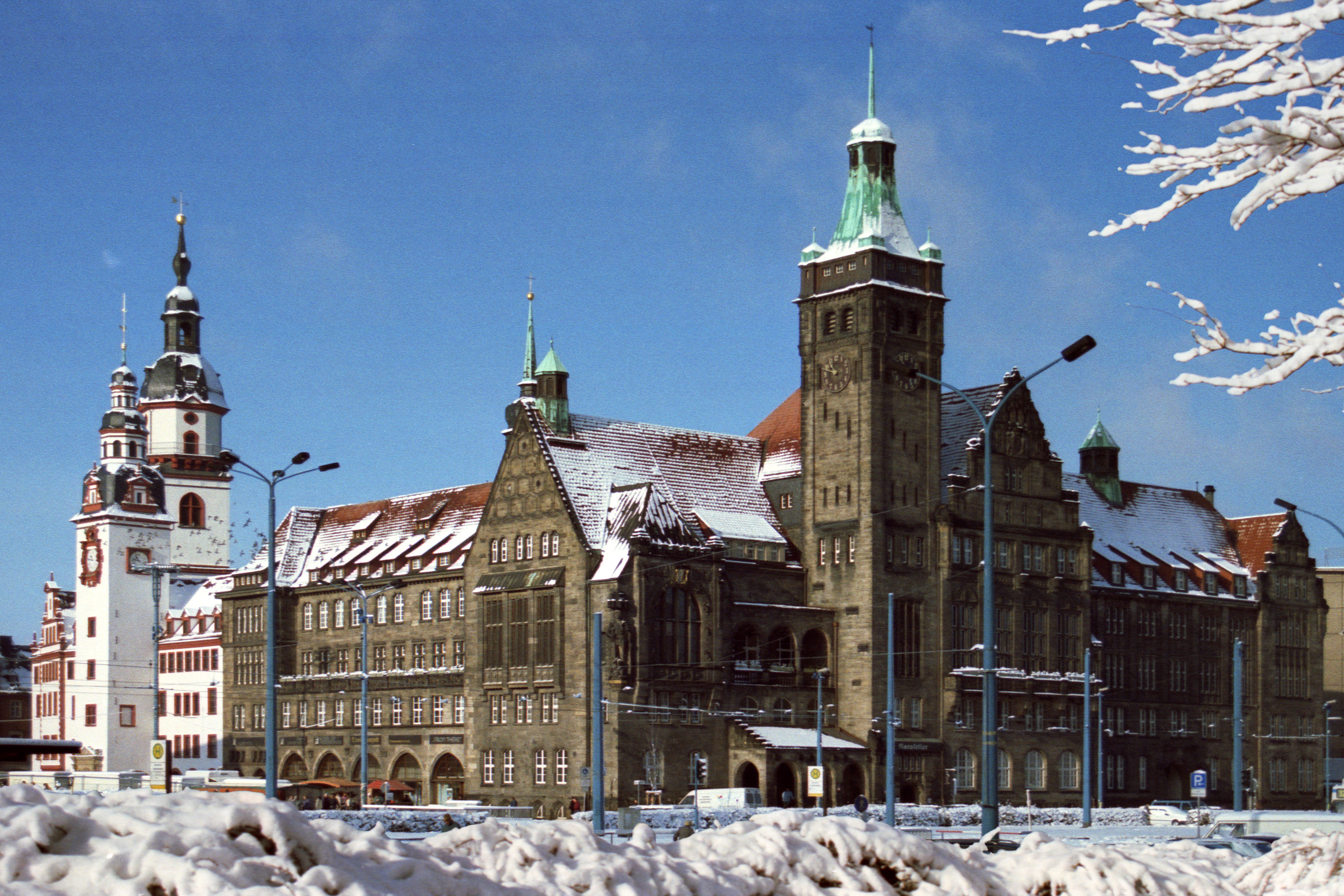
L'Ajuntament Nou i Vell.

Els Aliats la bombardaren cap al final de la Segona Guerra Mundial. El 10 de maig de 1953, durant l'etapa de la República Democràtica Alemanya Chemnitz va rebre el nom de Karl-Marx-Stadt (Ciutat de Karl Marx). L'1 de juny de 1990 recuperà el seu nom original.

## Personatges il·lustres
- Sylke Otto, corredora de luge.
- Frank Rost, futbolista.
- Franz Mayerhoff (1864-1938), director d'orquestra i compositor.
- Wilhelm Fiedler (1832-1912), matemàtic
- Ernst Fiedler (1861-1954), matemàtic

## Ciutats agermanades
- Finlàndia: Tampere
- Eslovènia: Ljubljana
- Mali: Timbuctu
- Polònia: Łódź
- França: Mulhouse
- Regne Unit: Manchester
- Rússia: Volgograd
- Alemanya: Düsseldorf